# 広西汽車集団
広西汽車集団有限公司（中: 广西汽车集团有限公司、英語表記：Guangxi Automobile Group Co., Ltd.、旧：柳州五菱汽車有限公司）は、柳州市に本社を置く中華人民共和国の国有企業。

## 概要
傘下に五菱汽車集団控股有限公司などを収める中華人民共和国の国有企業。主な製品には、ミニバン、商用車、特殊車両、自動車部品、エンジンなどがある。

## 歴史
（出典：広西汽車集団-集団紹介）
1958年、広西チワン族自治区に柳州動力機械工場（中: 柳州动力机械厂）が設立される。当初はトラクターの製造工場であった。1966年には柳州拖拉機工場（拖拉機はトラクターの意）へと、1985年には柳州拖拉機工場を柳州微型汽車工場と改名。 1996年、柳州機械工場の合併により、柳州五菱汽車有限責任公司（五菱集団）となった。2002年、上海汽車集団（SAIC）、ゼネラルモーターズ（GM）とともに上汽通用五菱汽車股份有限公司を設立。2007年、香港俊山五菱集団有限公司との合弁会社、五菱汽車集団控股有限公司を設立。
2015年5月8日、柳州五菱汽車有限責任公司（五菱集団）は広西汽車集団有限公司（広西汽車集団）に社名変更した。

## 関連企業
（出典：広西汽車集団-集団概況）
- 五菱汽車集団控股有限公司 - 傘下企業
- 広西元恒投資有限公司 - 傘下企業
- 柳州五菱柳机动力有限公司 - 傘下企業
- 上汽通用五菱汽車股份有限公司 - SAICが50.1%、GMが44%、広西汽車集団が5.9%[5]（設立当初は50.1:34:15.9[6]）出資する合弁会社